# Доротея Бранденбургска
Доротея Бранденбургска (на немски: Dorothea von Brandenburg) от род Хоенцолерн, е принцеса от Бранденбург и чрез женитба кралица на Дания (1448 – 1481), Норвегия (1450 – 1481) и Швеция (1457 – 1464), също херцогиня на Шлезвиг и Холщайн и графиня на Олденбург.

## Произход
Родена е през 1430 г. в Браденбург. Тя е най-малката дъщеря на маркграф Йохан фон Бранденбург Алхимист (1406 – 1464) и съпругата му Барбара фон Саксония-Витенберг (1405 – 1465), дъщеря на херцог Рудолф III фон Саксония-Витенберг. Нейният баща се отказва от правата си на първороден да последва на трона в Бранденбург и получава франкските собствености на фамилията Хоенцолерн.

## Бракове
Доротея се омъжва на 12 септември 1445 г. в Копенхаген за Кристоф III от Бавария (1416 – 1448), крал на Дания, Норвегия и Швеция, син на херцог Йохан фон Пфалц-Ноймаркт от рода Вителсбахи и на принцеса Катарина от Померания. Доротея е коронована на 14 септември 1445 г. за кралица на Дания, Норвегия и Швеция. Кристоф умира след тригодишен брак на 5 януари 1448 г.
Първо се преговаря за женитба с Кажимеж IV Ягелончик, крал на Полша.
На 28 октомври 1449 г. Доротея се омъжва втори път в Копенхаген за Кристиан I (1426 – 1481), син на граф Дитрих фон Олденбург и на втората му съпруга принцеса Хайлвиг, дъщеря на херцог Герхард VI фон Холщайн-Рендсбург. Той е определен за новия крал по предложение на чичо му Адолф VIII, херцог на Шлезвиг и граф на Холщайн. Доротея помага на съпруга си в управлението.

## Смърт
Доротея умира на 10 ноември 1495 г. в Калундборг и е погребана до нейния съпруг в катедралата на Роскиле. Тя е прародител на датските крале от фамилията Олденбург.

## Деца
Бракът с крал Кристоф III († 1448) е бездетен. От втория ѝ брак с крал Кристиан I тя има пет деца:
- Олав (1450 – 1451)
- Кнут (1451 – 1455)
- Йохан Датски (1455 – 1513), крал на Дания, Норвегия и Швеция

1. брак през 1478 г. с принцеса Кристина Саксонска (1461 – 1521), дъщеря на курфюрст Ернст

- Маргарета (1456 – 1486)

1. брак през 1469 г. с шотландския крал Джеймс III (1453 – 1488)

- Фредерик I (1471 – 1533), крал на Дания и Норвегия

1. брак през 1502 г. с принцеса Ана фон Бранденбург (1487 – 1514), дъщеря на курфюрст Йохан Цицерон
2. брак през 1518 г. с принцеса София Померанска (1498 – 1568), дъщеря на херцог Богислав X от Померания